# Friedrich J. H. Schneider
Friedrich Jacob Heinrich Schneider (* 10. März 1923 in Dortmund; † 17. Juni 2000 ebenda) war ein deutscher Zeichner, Illustrator, Maler und Kunstdozent.

## Leben und Werk
Friedrich Schneider interessierte sich seit seiner Jugend für die Malerei. Im Alter von 18 Jahren wurde er als Soldat im Zweiten Weltkrieg eingesetzt und hielt seine Erlebnisse auf dem Balkan sowie in Griechenland in Skizzen und Zeichnungen fest. Nach seiner Kriegsgefangenschaft in Frankreich begann er 1946 ein Kunststudium an der Hochschule der Bildenden Künste in Hamburg bei Alfred Mahlau, Theo Ortner und Ivo Hauptmann. Von 1947 bis 1952 setzte er sein Studium an der Kunstakademie Karlsruhe fort. Zu seinen Lehrern dort gehörten W. Grimm, Hermann Keil und vor allem Otto Laible.
Seine Verbundenheit mit Frankreich wurde durch die Familie seiner Großeltern in Elsass-Lothringen geprägt. Ein großer Teil seines Œuvres hat Frankreich zum Thema, insbesondere Paris und die Bretagne, wo er seit den 1970er-Jahren ein Atelier betrieb und viele Jahre seines Lebens verbrachte.
Die Kunst nutzte er für die Auseinandersetzung mit Krieg und Gewalt und die Verarbeitung seiner persönlichen Kriegs- und Unrechtserlebnisse. Die Stadt Dortmund widmete 2006 einigen dieser Bilder eine große Ausstellung mit dem Titel „Schicksalslinien“ in der Mahn- und Gedenkstätte Steinwache.
Schneider selbst bezeichnete sich als: „Realist der klassischen und chromatischen Palette für Porträt, Genre, Stillleben und Landschaft in Öl, Aquarell und China-Tusche.“
International engagierte sich Schneider in der Bildenden Kunst. Er war Mitglied im Komitee der internationalen Akademie „Leonardo da Vinci“ in Rom. Ebenso war er Mitglied der Académie Internationale de Lutèce und des Akademischen Instituts in Paris sowie der internationalen Akademie des Marches et d’Outre-Mer in Saint-Jean-de Luz.

## Privates
Während seines Studiums in Karlsruhe lernte Schneider die Künstlerin Gertrud Mayer-Fröhlich (1913–1951) kennen, die kurz nach der Geburt einer gemeinsamen Tochter starb. Von 1958 bis zur Scheidung im  Jahr 1990 war er mit Angela Schnellen verheiratet. Aus der Ehe stammen fünf Kinder, der jüngste Sohn ist der Schauspieler Raphael Schneider.

## Auszeichnungen
- 1977: Goldmedaille für zeitgenössische Malerei der Stadt Allones
- 1981: Bronze-Medaille der Académie Internationale de Lutèce in Paris
- 1982: Silber-Medaille der Académie Internationale de Lutèce in Paris

## Ausstellungen (Auswahl)
- 1945–1949: Soest
- 1947: Hamburg
- 1947–1954: Karlsruhe
- 1955: Dortmund
- 1962: Dortmund
- 1975: Wiesbaden
- 1975, 1976: Düsseldorf
- 1976–1990: Paris
- 1977: Chantonnay/Vendee (Frankreich)
- 1982: Quimper (Frankreich)
- 1992: Baden-Baden
- 1992: Bonn
- 1993, 1995: Berlin
- 2001: Dortmund
- 2006: Dortmund
- 2008: Bad Bergzabern
- 1994: Hamburg